# Warburg
Warburg (lat. Warburgum sau Varburgum respectiv Warburgensis) este un oraș din districtul Höxter, în estul landului Renania de Nord-Westfalia, Germania. Warburg, cu cei circa 24.000 de locuitori ai săi, este cel mai mare oraș și centrul regiunii Warburger Börde. Orașul a fost atestat pentru prima dată în jurul anului 1010. Prima mărturie despre orașul înconjurat de zid provine din anul 1036. Imaginea orașului este impregnată de construcții istorice din piatră, lemn sau cărămidă, așezate pe o coastă de deal.

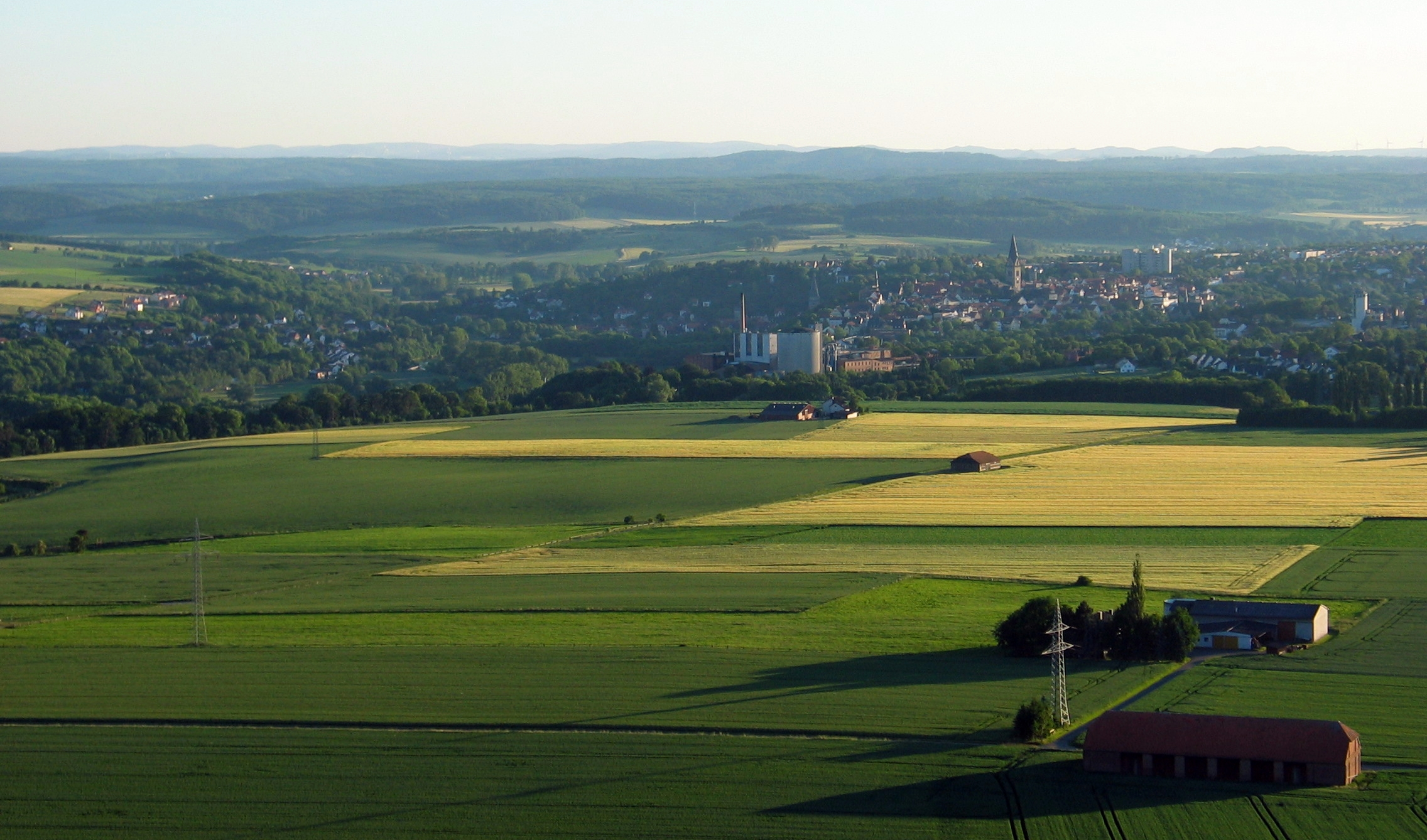
Warburg văzut dinspre Desenberg

## Geografie

### Flora și fauna
Deoarece localitatea Warburg este în una din zonele cele mai secetoase ale Westfaliei și are numeroase suprafețe calcaroase semiuscate se dezvoltă acolo nenumărate plante de cultură agricolă și plante medicinale care se regăsesc extrem de rar în zona Europei Centrale. Pe câmpii sunt nenumărați pomi fructiferi. Multe parcele de teren au fost definite drept rezervații naturale.
Suprafața calcaroasă semiuscată este de o importanță deosebită pentru arealul vital al fluturelui de zi din familia papilipnpidea și al fluturilo de noapte din familia zygaenidae. Aceste specii se pot gasi în special în zonele limitrofe văii râului Diemel. În conformitate cu Directiva habitatului florei și faunei orhideele aparținând sortului sarac în calcar sunt au nevoie de zone de habitat protejate..

### Localități învecinate
Începând din nord în sensul acelor de ceasornic localitățile învecinate cu Warburgul sunt următoarele: Willebadessen, Borgentreich (ambele în județul Höxter din  Renania de Nord-Westfalia), Liebenau, Breuna (ambele în județul Kassel din landul Hessen), Volkmarsen, Diemelstadt (ambele în județul Waldeck-Frankenberg din landul Hessen), Marsberg (din județul Hochsauerland, din  Renania de Nord-Westfalia) și Lichtenau (județul Paderborn, din  Renania de Nord-Westfalia).

### Structura municipală

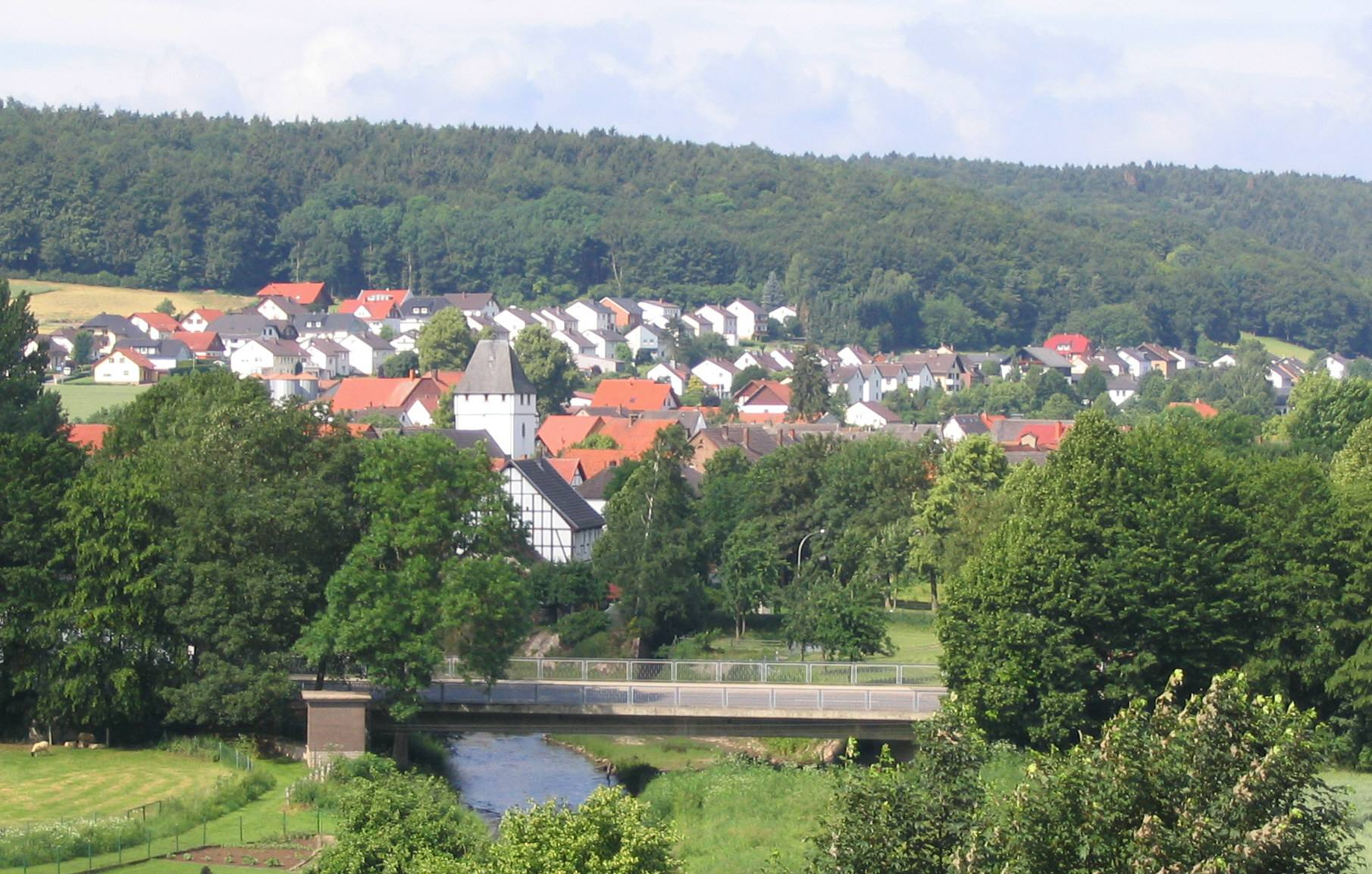
Localitatea Welda

După §3 Paragraf 1 al actului constitutiv al orașului Warburg acesta se împarte în șapte cartiere  și nouă localități, care până în 1975 au fost comune de sine stătătoare și de atunci au devenit cartiere subsidiare ale Warburgului.Cartierele din Warburg sunt zone locuite cu peste 1000 de locuitori. Pentru cartierele orașului există comisii de cartier cu un număr fix de membrii care sunt fixați după cifra locuitorilor din zona respectivă.
| Cartier                  | Suprafață km² | Locuitori | Cartiere și localități din orașul Warburg |
| ------------------------ | ------------- | --------- | ----------------------------------------- |
| Bonenburg                | 12,38         | 1.037     |                                           |
| Daseburg                 | 15,71         | 1.401     |                                           |
| Germete                  | 4,53          | 1.022     |                                           |
| Ossendorf                | 6,49          | 1.333     |                                           |
| Rimbeck                  | 11,00         | 1.587     |                                           |
| Scherfede                | 30,59         | 3.046     |                                           |
| Warburg-Centrul Orașului | 38,89         | 10.536    |                                           |
| Localitate               | Suprafață km² | Locuitori |                                           |
| Calenberg                | 3,87          | 456       |                                           |
| Dalheim                  | 3,38          | 88        |                                           |
| Dössel                   | 5,16          | 654       |                                           |
| Hardehausen              |               | 96        |                                           |
| Herlinghausen            | 2,71          | 436       |                                           |
| Hohenwepel               | 7,20          | 671       |                                           |
| Menne                    | 4,57          | 732       |                                           |
| Nörde                    | 6,44          | 769       |                                           |
| Welda                    | 9,22          | 812       |                                           |
| Wormeln                  | 6,56          | 664       |                                           |
| Total                    | 168,71        | 26.228    |                                           |

Aceste cifre provin de la administrația orașului Warburg. Ele conțin și locuitorii cu reședințe secundare acolo.

## Istorie

### Comuna primitivă și antichitatea
Pe teritoriul actual al orașului Warburg s-au descoperit nenumărate relicve din perioada comunei primitive și a antichității. În timpul excavațiilor arheologice a fost găsit un pumnal pe care arheologii în clasifică în era neolitică.. Din mileniul al IV-lea înainte de Hristos există în regiunea Warburg urmele unei culturi megalitice. Pietre mari de mormânt din această perioadă descoperite în partea de nord a orașului în apropierea Lüdtkenfeld se află în Muzeul de Arheologie din  Herne. Arheologii au descoperit o colonie din perioada romană în care exista o fierărie în apropierea locului numit Daseburg lângă Warburg.
Diverse mărturii arheologice dovedesc existența unor colonii în perioada comunei primitive. În secolul I î.Hr. germanii s-au stabilit la sud de Desenberg. Monezile găsite ne arată că în apropiere de vadul râului Diemel ar fi trebuit să existe un drum comercial începând cu secolul al II-lea.

### Evul mediu
Un scaun nobiliar se afla în secolul al VIII-lea în vestul orașului. În secolul al VIII-lea și al IX-lea creștinarea germanilor executată din dispoziția lui Carol cel Mare a ajuns până în ținutul aflat de-a lungul râului Diemel. După înfrângerea saxonilor din Hessengau au fost constituite la nord și la sud de Diemel în anul 772 comitate. Wartberg-ul, astăzi Burgberg , a devenit o dată cu scurgerea timpului reședința unui comite și a dat orașului numele actual. Prima atestare istorică într-un document a orașului Wartburg a fost făcută în jurul anului 1010.

#### Cetatea din Wartberg

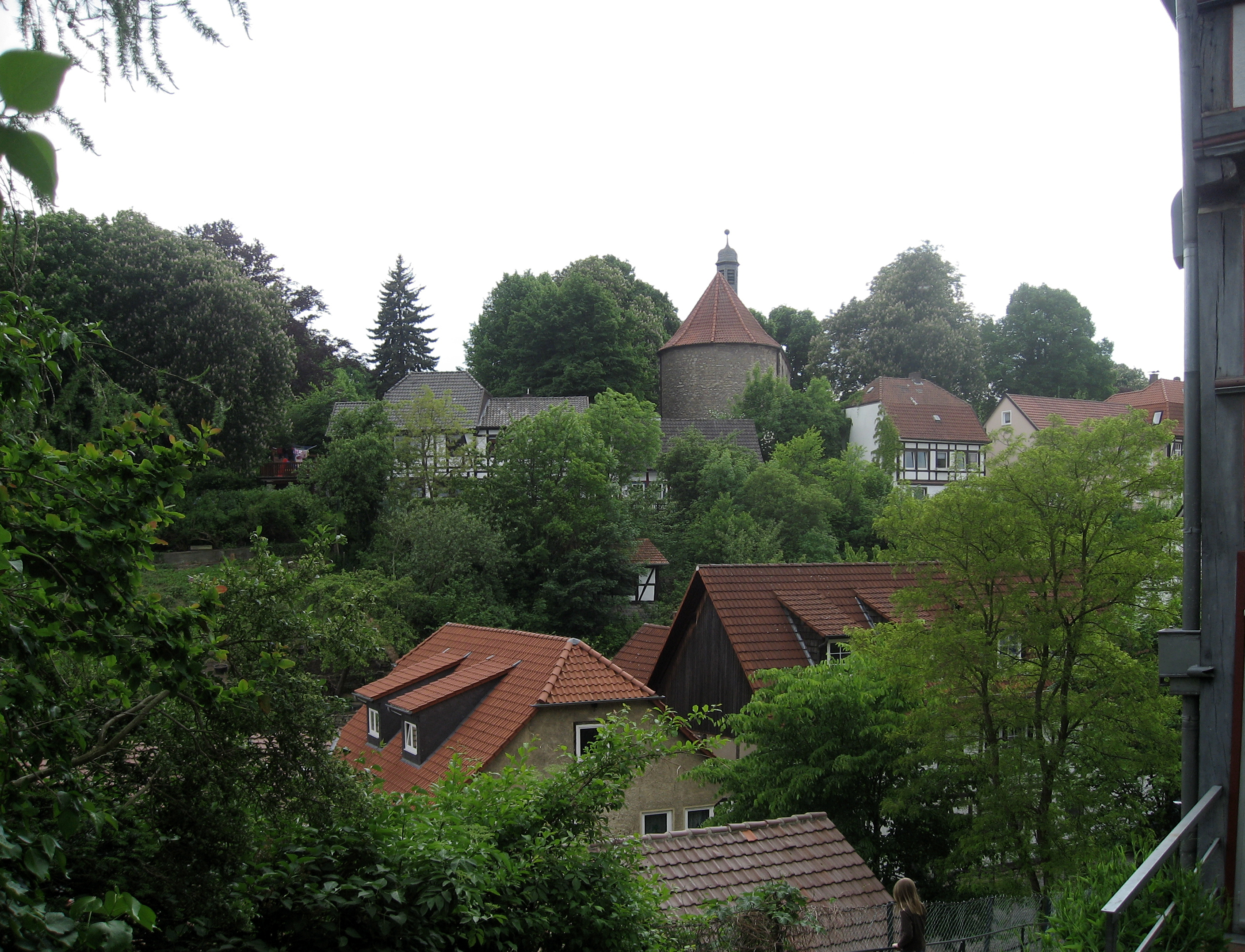
Privire spre Burgberg (Wartberg). Pe Wartberg a existat o cetate. Din aceasta s-a păstrat azi doar Capela Sf. Andrei

În Vita Meinwerci, autodescriere vieții episcopului Meinwerk din Paderborn, ne este relatat despre contele Dodiko din  Wartberg care stăpânea o mare parte din regionile Hessengau, Ittergau și Nethegau. Lucrarea ne livrează și o prezentare a cetății acestuia. În veacul al XI-lea exista pe dealul Burgberg o cetate care se numea „Wartburg“. Mulți oameni s-au stabilit împrejurul ei pentru a fi protejați. Cetatea trebuie - după cum relatează Meinwerk - să fi existat din vremea lui Dodikos și să fi avut o mărime impresionantă și o întăritură puternică. Pentru alimentarea cetății  au fost întemeiate în imediata apropiere trei curți și anume la sudesz curia inferior (lateinisch: curtea de js), la nord curia superior (curtea de sus) și la răsărit  curia media (curtea medie), care au avut o deosebită importanță pentru dezvoltarea economică a cetații și a coloniei dimprejurul ei.
Din Wartberg și din cetate se putea vedea foarte bine valea Diemelului și tot de aici se putea observa vadul pe care îl traversau negustorii care doreau să meargă spre Paderborn. Acest vad al râului Diemel a fost o intersecție a multor drumuri comerciale străvechi și a jucat un rol hotărâtor în formarea și dezvoltarea orașului. În această perioadă au luat naștere și coloniile suburbane Berna lângă vadul Diemel-ului, Molhusen pe Diemel, Bußdorf în direcția cartierului actual Dössel și Papenheim în direcția Menne. Toate aceste așezări au fost integrate orașului Warburg.
Conții și comitatul stăpânit de el s-au menținut până la ocuparea orașului de către trupele prusace în 1802. Familiile lor au fost  Rabe von Pappenheim și Rabe von Canstein.

## Religie
La recensământul populației din 1987 cea mai mare parte a locuitorilor, 77% și-au recunoscut aparența la biserica romano-catolică, 18% s-au declarat evanghelici, circa 1% musulmani, 1% s-au declarat ca aparținând altor cumonități religioase și 1,5% s-au declarat fără religie sau nu au făcut nici o declarație.

### Creștinismul
În perioada războaielor lui Carol cel Mare regiunea râului Diemel a ajuns în stăpânirea regatului francilor. Din însărcinarea lui Carol cel Mare  misiunea creștină dintre Dimel și Weser a fost condusă în anul 774 de Sturmius, fondatorul și primul stareț al mănăstirii din Fulda.
În 805-806 a fost instalat Hathumar drept prim episcop al noii episcopii din Paderborn, în acea vreme sufragană episcopiei din Würzburg. O dată cu scurgerea timpului episcopia din Paderborn a câștigat din ce în ce mai multe drepturi: în 822 a primit drept de judecată în toate teritoriile ei și imunitate; în 885 dreptul de a-și alege singură episcopul prin votul clericilor de la catedrala episcopală. În anul 822 a fost întemeiată mănăstirea benedictină din Corvey din apropierea Höxter-ului. Aceasta a fost secularizată în 1802. Warburgul a aparținut administrativ din 1321 până în bis 1806 de episcopia din, jumătate din membrii dietei orășenești fiind din Warburg.
Warburg este un posibil loc al  Irmisului, o clolonă sacră a sașilor.
Teritoriul actual al orașului este prin tradiție catolic cu excepția cartierului Herlinghausen. Din 1816 o dată cu venirea administrației prusace a crescut numărul locuitărilor cu o mărturisire de credință protestantă. În 1826 a fost întemeiată în centru o comunitate evanghelică. În anul 1890 această comunitate avea 948 de membri dintre care 350 în Herlinghausen, în 1937 erau circa 1.400 evanghelici iar după război numărul lor atinge apogeul în octombrie 1947 când sunt înregistrați 3.650 de membri  (din aceștia în orașul Warburg c. 2.200, 400 în Dössel  și restul într-un lagăr de refugiați. Deoarece orașul nu a oferit suficiente locuri de muncă mulți dintre refugiați s-au mutat în zonele de expansiune industrială și numărul credincioșilor evanghelici a scăzut drastic. În anii ´80 și ´90 ai secolului trecut încep să sosească emigranți dar protestanții rămân o minoritate. În 1975, prin comasarea satelor limitrofe, a crescut din nou procentul creștinilor romano-catolici din Warburg.

### Biserica romano-catolică

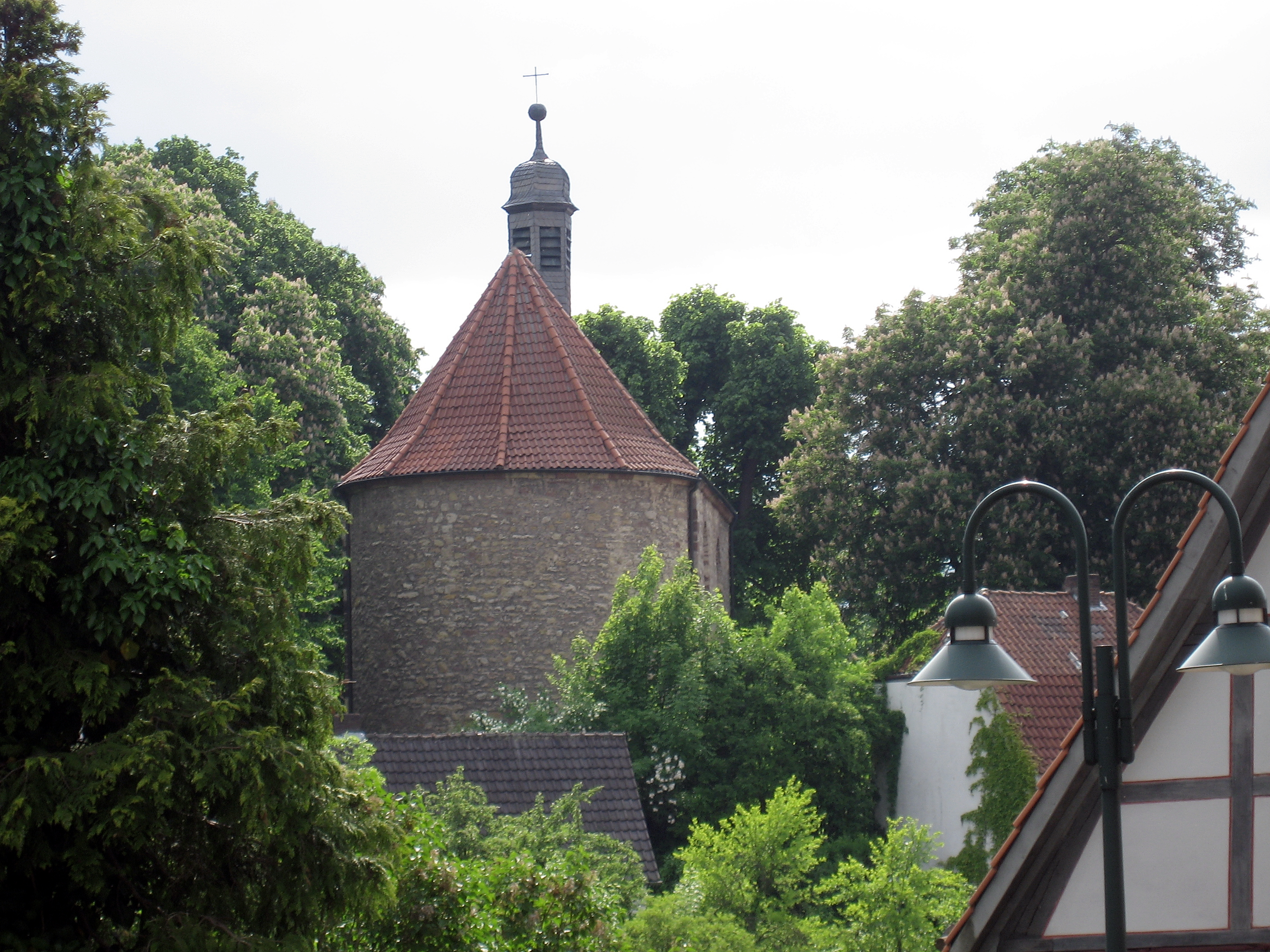
Capela Erasmus pe dealul cetății deasupra Basilicii Sf.-Andei

Cea mai veche construcție aparținând bisericii romano-catolice este biserica Sf. Andrei. Arhitectura acesteia aparține stilului romanic timpuriu. Cripta acestei biserici care dedesuptbtul capelei Erasmus  se fală pe dealul cetății, astăzi parte a cimitirului. Prima biserică din Warburg a fost ridicată în secolul al VIII-lea și se afla în cartierul Hüffert care a fost distrus în întregime în vremea războiului de 30 de ani. În anul 1020, datorită lipsei unui moștenitor, averea contelzui Dodiko a revenit episcopiei din  Paderborn, care fusese înființată în anul 779. Episcopia a devenit principat episcopal în 1321. Acest principat a funcționat până la dizolvarea Sfântului Imperiu Roman în 1806. Din 1929 a fost transformată în arhiepiscopie. Episcopul  Paderborn-ului a întemeiat în anii 1228-1230 orașul nou din Warburg pentru a-și apăra teritoriul în fața pretențiile teritoriale ale arhiepiscopului de Köln.

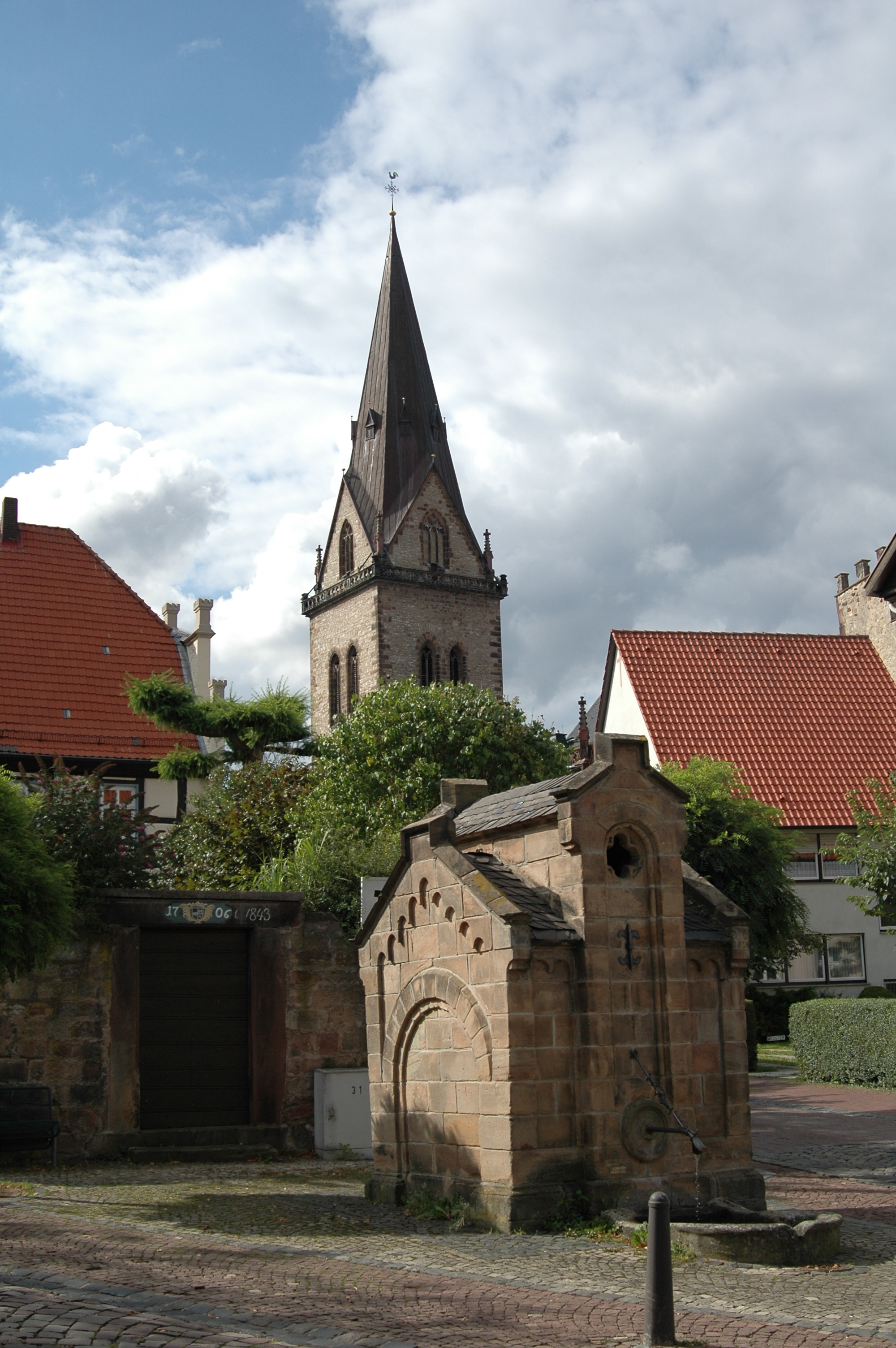
Vedere spre biserica Sf. Ioan Botezătorul din orașul nou

Principalele biserici catolice din oraș sunt "Sf. Ioan Botezătorul" din orașul  nou construită în 1264 și Biserica cu hramul "Bunavestire" din orașul vechi construită în anul 1299. Călugării dominicani au venit în Warburg în 1281. Clădirea mănăstirii lor era situată "între orașe". În evul mediu mai multe asociații creștine dedicate faptelor bune și cunoscute sub numele de Kalandbrüderschaften s-au colonizat în Warburg, majoritatea în orașul nou. Biserica parohială din Orașul vechi a devenit din 1283 biserica dominicană cu hramul Maria in vinea. Parohiile din orașul nou și orașul vechi au câte un centru parohial  cunoscute sub numele Böttrichhaus (Casa Böttrich) și Arndoldihaus (Casa Arndoldi) două construcții din secolul al XVI-lea aparținând stilului gotic târziu. Fiecare parohie are câte două grădinițe. În toate cartierele, excepție făcând Dalheim și Herlinghausen există câte o biserică catolică. Fiecare din aceste biserici are propria casă parohială. Parohiile de pe teritoriul orașului Warburg sunt împărțite în două domenii pastorale care țin de protopopiatul din Höxter-Warburg.

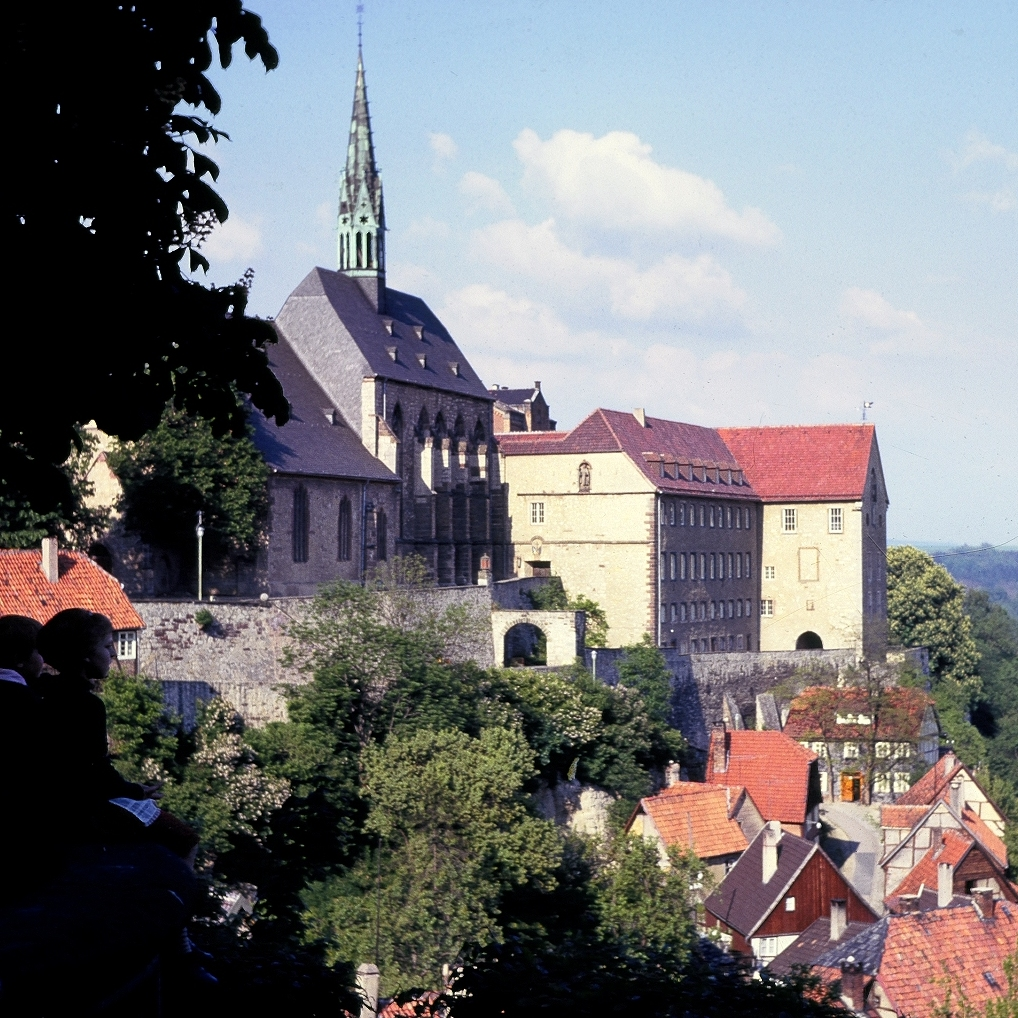
Gymnasium Marianum din Warburg împreună cu biserica aferentă

Biserica catolică a avut în proprietate Spitalul St. Petri Hospital (Sf. Petru), acesta a fost localizat pentru o vreme în zona centrală a orașului apoi mutat în  Hüffert. Clădirea spitalului din zona centrală adăpostește astăzi Casa Corvin a parohiei evanghelice. Ordinul monahal catolic al Surorilor Sfântului Vincențiu îngrijește bonlavii din spitalul amintit. Biserica catolică a înființat și administrează St. Laurentius-Heims (Căminul Sfântul Laurențiu) pentru copii cu handicapuri corporale sau sufletești. Biserica catolică și congregațiile catolice din localitate sunt finanțatori activi ai diverselor instituții bicericești: Stația Caritas, Cămine de bătrâni sau de îngrijire, St. Johannes-Haus (Casa Sfântui Ioan) administrată de Surorile Sfântului Vincențiu. La cererea bisericii catolice s-a înființat în 1935 un drum al crucii în cartierul Bonenburg. Din 1945 se organizează anual o procesiune care în semn de mulțumire pentru ocrotirea bisericii pe perioada războiului.

### Biserica evanghelică
Din perioada reformei există în Herlinghausen, astăzi cartier al orașului Warburg, o comunitate evanghelică. Herlinghausen și Hagedorn (Steinheim) au fost singurele localități din fostul principat episcopal catolic Paderborn, care au rămas după reforma protestantă majoritar evenghelice. Comunitatea din Herlinghausen a fost coordonată spiritual până în secolul al XIX-lea de către pastorii localității Ersen ce ținea canonic de biserica evanghelică din Hessen.
După cucerirea Westfaliei de către armatele prusace în 1802 și până la întemeierea de către francezi a regatului Westfaliei respectiv după dizolvarea acestui regat și reocuparea Westfaliei de către armatele prusace nenumărați credincioși protestanți s-au mutat Warburg, majoritatea dintre ei preluând funcții ale administrației publice de acolo. În anul 1820 s-au pus bazele unui comitet pentru întemeierea unei parohii evanghelice și autoritatea administrativă din Minden a încredințat superintendentului Scheer din Bielefeld evaluarea posibilității întemeierii unei comunități protestante autonome în Warburg. Raportul pozitiv al superintendentului Scheer a dus la înființarea parohiei în 1826. Superintendentul Scheer a fost extrem de surprins să afle de existența comunității protestante din Herlinghausen, care ținea de domeniul bisericesc pe care în administra dar “de a cărei existență habar nu avea”. Biserica congregației dominicane cu hramul Maria-in-vinea / Maria-im-Weinberg  construită în jurul anului 1200 a fost trecută în proprietatea comunității evanghelice prin ordinul de cabinet al împăratului Friedrich Wilhelm al III-lea la 21 decembrie 1824. Prin contract a fost garantat liceului catolic Marianum din Warburg dreptul de a folosi biserica pentru slujbele organizate de acesta. Acest hotărâre aflată în vigoare și astăzi face din biserica amintită defacto o „biserică simultană“ pentru comunitatea evanghelică din Warburg și pentru liceul Marianum. Comunitatea evanghelică are un centru parohial „Casa Corvin“ , un centru familial Arche, o biserică în Herlinghausen și un centru bisericesc în Herlinghausen. Pentru credincioșii protestanți mai există în partea de vest a orașului Warburg, în Rimbeck încă o parohie cu biserică, centru parohial și un azil de bătrâni aflat sub patronajul diaconiței Febe.
În anul  1890 existau în parohiile din Warburg  948 de credincioși (au fost incluși în această statistică și cei 350 de credincioși din Herlinghausen), în 1937 c. 1400 credincioși, după război (cifra maximă din octombrie 1947) au fost pentru o vreme 3650 de credincioși (Orașul Warburg avea 2200 credincioși, 400 de credincioși se aflau în Dössel într-un lagăr pentru refugiați). Deoarece refugiații nu au găsit de lucru mulți au plecat spre centre industriale mai mari astfel încât numărul credincioșilor evanghelici s-a redus puternic. Prin migrațiile din anii 1980-90 au venit din spațiul sovietic nenumărate familii evanghelice. Cu toate acestea protestanții au rămas o minoritate. Comunitățile din  Warburg-Herlinghausen și Rimbeck-Scherfede aparțin canonic de protopopiatul Paderborn al Bisericii Evanghelice din Westfalia înființată în anul 1840..
Începând din  ultimul deceniu al secolului trecut există în Warburg și o comunitate neoprotestantă fondată de migranții din spațiul ex-sovietc.

### Mănăstirea ortodoxă siriacă

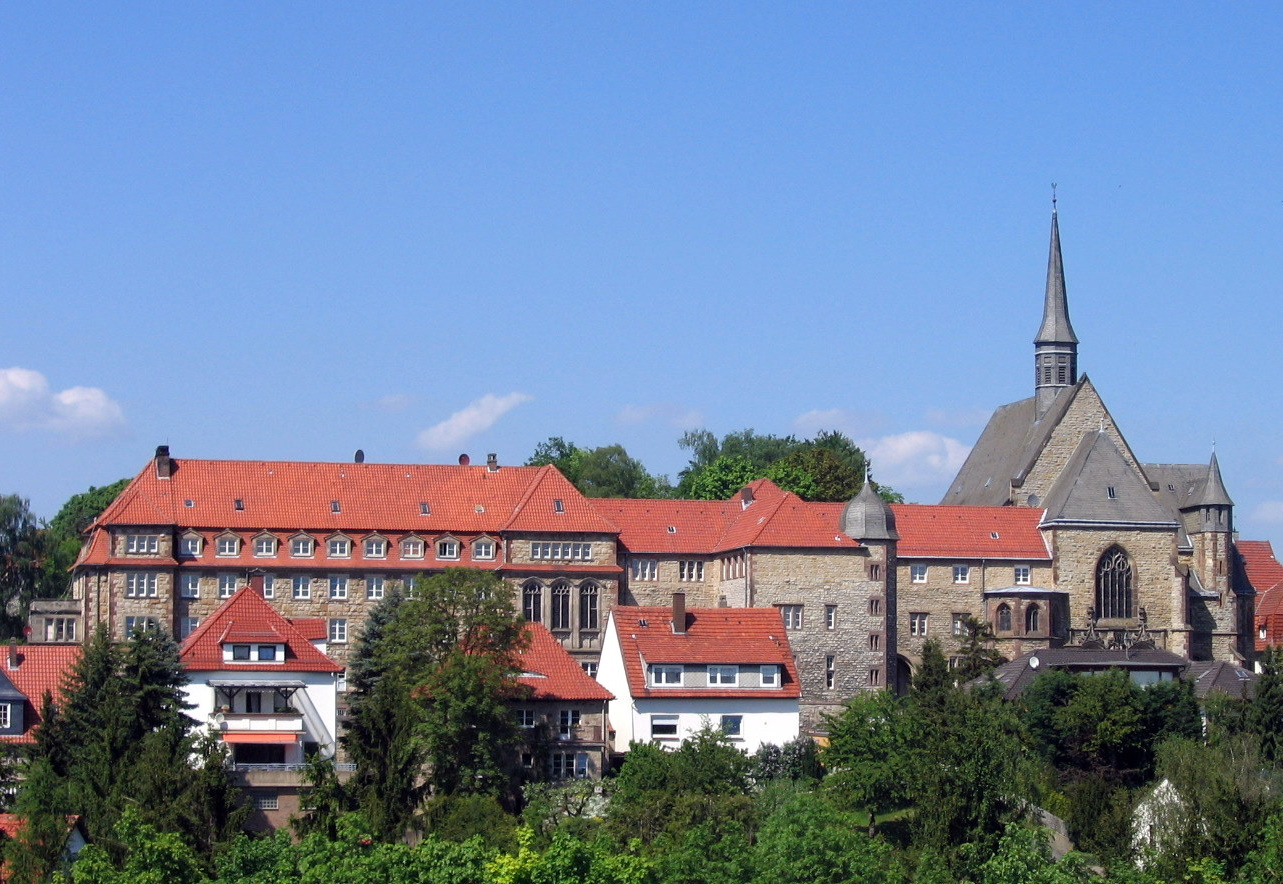
Mănăstirea ortodoxă siriacă

Arhiepiscopia ortodoxă siriacă a Germaniei a fost întemeiată în 1997 și își are reședința în fosta mănăstire dominicană din Warburg. Mănăstirea siriacă care adăpostește sediul arhiepiscopiei poartă hramul sfântului Iacob din Sarug. Ea este totodată și reședința episcopului Mor Julius. Vicarul patriarhal din Germania Hanna Aydin este totodată stareț al mănăstirii și directorul seminarului preoțesc de pe lângă ea. După renovarea mănăstirii s-a deschis aici și "Centrul Ortodox Siriac din Westfalia". După deschiderea mănăstirii și-au stabilit reședința în Warburg circa 60 de familii ortodoxe siriene.

#### Alte comunități religioase
Prin revenirea multor cetățeni de origine germană din spațiul ex-sovietic și din Sud-Estul Europei și-au făcut apariția și comunități neoprotestante. Astăzi există în Warburg o Biserică Evanghelică Liberă, o Comunitate Baptistă Liberă și o Biserică Neoapostolică (=Penticostală). Despre numărul de credincioși ai fiecărei comunități enumerate din rândul locuitorilor orașului Warburg nu există date publicate.

### Iudaismul în Warburg
Warburgul a avut o comunitate iudaică importantă și cel mai mare procent de locuitori evrei din episcopia Paderborn. În jurul anului 1800 din cei 2.000 de locuitori ai Warburgului 200 erau evrei și în jurul anului 1900 din 5.000 de locuitori circa 300 aparțineau religiei mozaice.
În secolul al XIX-lea reședința rabinatului din landul Renania de Nord-Westfalia se afla în Warburg. Școala evreiască era din 1861 o instituție publică și poseda în 1909 o clădire proprie. În înprejurimi activau mici comunități de țară în Rimbeck, Ossendorf, Daseburg, Herlinghausen și Hohenwepel. În Warburg și în Rimbeck se mai găsesc și astăzi cimitire evreiești.
Un alt motiv al prezenței evreilor în Warburg trebuie văzut în libertatea religioasă acordată de oraș cetățenilor și refuzul comunității de a impune necreștinilor participarea obligatorie la cursurile misionare. Aceste cursuri impuse în nenumărate orașe din împrejurimi - spre exemplu în Kassel unde evreii trebuiau să asculte în mod regulat prelegeri despre creștinism - ca urmare zelului misionar declanșat de refoma protestantă. Unii dintre evreii din Warburg au ajuns cunoscuți în toată lumea.
Sinagoga din centrul orașului a fost distrusă în mare măsură în timpul pogromului din noiembrie 1938 de către un Komando SS staționat în Arolsen. Clădirea reconstruită în 1945 a slujit pentru puțină vreme ca loc de cult dar a fost închisă din lipsa membrilor și după o scurtă utilizare comercială este folosită astăzi drept locuință. Ușa originală s-a păstrat. Mulți evrei din Warburg au fost deportați la Riga.
Câteva familii evreiești au revenit la Warburg după 1945. S-a încercat reconstruirea comunității dar acest lucru a eșuat din lipsa numărului de bărbați necesar pentru menținerea ei. Astăzi trăiesc doar puțini evrei în Warburg.

## Politică
Ultimele alegeri locale au avut loc la 26 september 2009. S-a impus cu o majoritate absolută CDU. Următoarele alegeri locale au loc în Landul Nordrhein-Westfalen în anul 2009. 

### Consiliul orășenesc
tabelul următor arată rezultatul alegerilor locale pentru consiliul orășenesc între  1975 și 2004:
|                   | 2004   | 2004  | 1999   | 1999  | 1994   | 1994  | 1989   | 1989  | 1984   | 1984  | 1979   | 1979  | 1975   | 1975  |
| Partid            | Locuri | %     | Locuri | %     | Locuri | %     | Locuri | %     | Locuri | %     | Locuri | %     | Locuri | %     |
| ----------------- | ------ | ----- | ------ | ----- | ------ | ----- | ------ | ----- | ------ | ----- | ------ | ----- | ------ | ----- |
| CDU               | 22     | 58,53 | 23     | 60,35 | 20     | 50,44 | n/v    | 49,26 | n/v    | 52,05 | n/v    | 57,30 | n/v    | 58,17 |
| SPD               | 8      | 21,60 | 10     | 25,25 | 12     | 30,06 | n/v    | 27,73 | n/v    | 19,65 | n/v    | 19,83 | n/v    | 16,17 |
| Partidul Verzilor | 3      | 6,50  | 2      | 5,04  | 2      | 6,71  | n/v    | 5,55  | n/v    | 5,51  | -      | -     | -      | -     |
| FDP               | 1      | 3,08  | 1      | 2,54  | -      | -     | n/v    | 2,87  | n/v    | 3,53  | n/v    | 4,04  | n/v    | 3,89  |
| Bürger-Union1     | 4      | 10,29 | 2      | 6,82  | n/v    | n/v   | n/v    | n/v   | n/v    | n/v   | n/v    | n/v   | n/v    | n/v   |
| Alții1            | -      | -     | -      | -     | 5      | 12,78 | n/v    | 14,59 | n/v    | 19,25 | n/v    | 18,83 | n/v    | 21,77 |
| Total 2           | 38     | 100   | 38     | 100   | 39     | 100   | n/v    | 100   | n/v    | 100   | n/v    | 100   | n/v    | 100   |

Distribuirea locurilor din consiliul orăşenesc în 2004

Pentru comparaţie: Distribuirea locurilor din consiliul orăşenesc din 1999 până în 2004

1 Deoarece datele nu permit o clasare a Bürger-Union înainte de 1999 alegătorii acestora vor apărea la rubrica Alții.
2 Fără considerarea diferențelor de rotunjire.
Purtătorii de cuvânt ai blocurilor politice sunt Willi Vonde (CDU), Karl-Heinz Hellmuth (SPD), Franz-Josef Rose (Bündnis 90/Die Grünen) și Wolfgang Gumm (Bürger-Union).Adunările consiliului orășenesc au loc în sălile de conferințe ale băncilor. În consiliu se află 38 de consilieri la care se adaugă primarul cu drept de vot.

### Primari
Primarul actual al Warburg-ului este Michael Stickeln (CDU). El a câștigat în 2004 alegerile cu 69,4% din voturi în primul tur împotriva candidaților SPD și FDP. Primul vice-primar este Elisabeth Müntefering, al doilea viceprimar este Heinz Josef Bodemann, ambii de la  CDU.
Până la  1803 cosiliul orășenesc și primarul erau aleși anual. Mai jos este lista primarilor cunoscuți din Warburg:
| - la 1300: Rosenmeyer ... - la 1320: Johann von Geismar ... - la 1591: Herbold von Geismar ... - la 1621: Bernhard von Geismar ... - la 1665: Martin von Geismar ... - la 1695-1697: Johann Fischer ... - 1803–1830: Wilhelm von Hidddesen - 1831–1842: Adam Rinteln - 1843–1879: Heinrich Fischer - 1880–1884: Wilhelm Schmidt - 1884–1896: Leopold Wiegand - 1896–1900: Ewald Röper - 1901–1914: Franz Wilhelm von Schildt - 1915–1919: Dr. Paul Heinrich Lipps - 1919–1933: August Dissen - 1933–1945: Otto Schlötel (impus, de la 27. Juli 1933 până la 31. März 1945) - 1945–1948: August Peters (Robert Peters u. König (doi primari impuși de americani din aprilie 1945 unul pentru orașul vechi și celalalt pentru orașul nou)) - 1948–1952: Friedrich Becker - 1952–1964: Anton Böhlen - 1964–1969: Dr. Franz Mürmann - 1969–1974: Dr. Heribert Schlinker, Warburg, Bürger-Union - 1975–1989: Josef Dierkes, Menne, CDU - 1989–1999: Paul Mohr, Dössel, CDU - 1999–2004: Walter Hellmuth, Warburg, CDU - 2004 până azi: Michael Stickeln, Dössel, CDU |

### Stema
Stema orașului: Crin alb(argintiu) pe scut albastru.
Crinul este reprezentant de trei petale stilizate care sunt legate în buchet. Dreptul de a avea o stemă i-a fost acordat orașului la 30 iunie 1997 de către Prefectul regiunii Detmold. Crinul apare pentru prima dată pe monezile tipărite de oraș în 1227. În Evul Mediu Warburgul era recunoscut drept tărâmul crinilor.
Lângă stema nouă mai există o altă stemă. Vechea stemă prezintă o poartă de oraș, un zid de oraș, o poartă largă a unui turn și două mturnuri laterale. În poarta deschisă a orașului se află un episcop. Probabil acesta îl reprezintă pe episcopul de Paderborn. Cele mai vechi reprezentări ale acestei steme sunt din anii 1254 și 1257.Această stemă reprezentând poarta orașului a fost întrebuințată pentru un sigiliul cel mare, sigiliul cel mic imprimțnd doar o floare de crin. Acesta din urmă se poate vedea pe un imprimeu din gips.
Înainte de 1977 se folosea și o combinație a celor două sigilii. Episcopul era înlocuit de crinul aflat pe fond albastru în poarta orașului. În afară de aceasta erau și câțiva crini mai mici prezenți pe turnulețele laterale. Totul era înconjurat de inscripția  Stadt Warburg - Kreis Höxter . Acest simpol apare drept parte a  stampilei de servici a orașului. Din 1977 se folosește ca setmă a orașului doar crinul be blazon albastru, zidurile cetății fiind excluse din reprezentare.

## Economie și infrastructură

### Transport

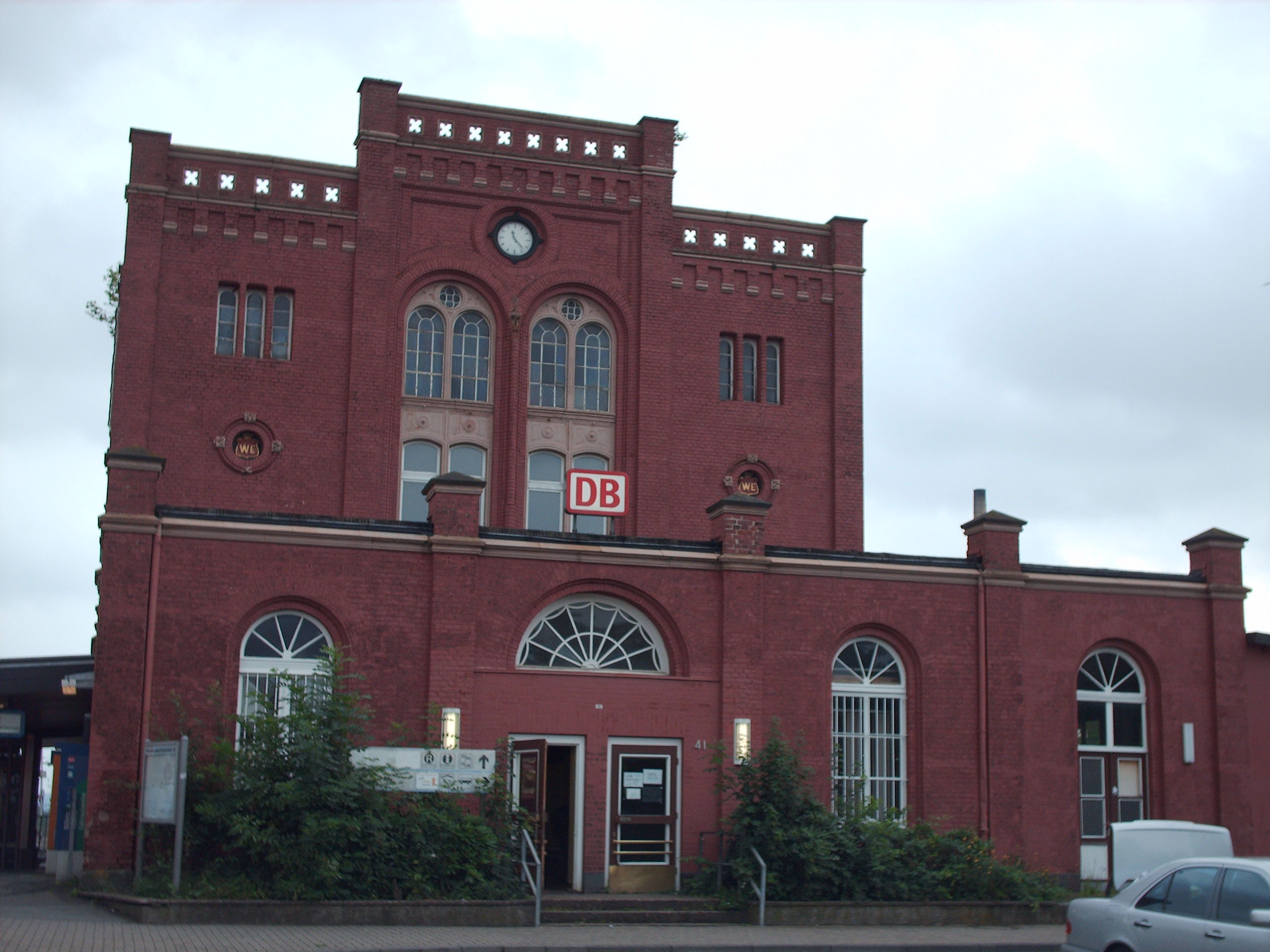
Gara Warburg

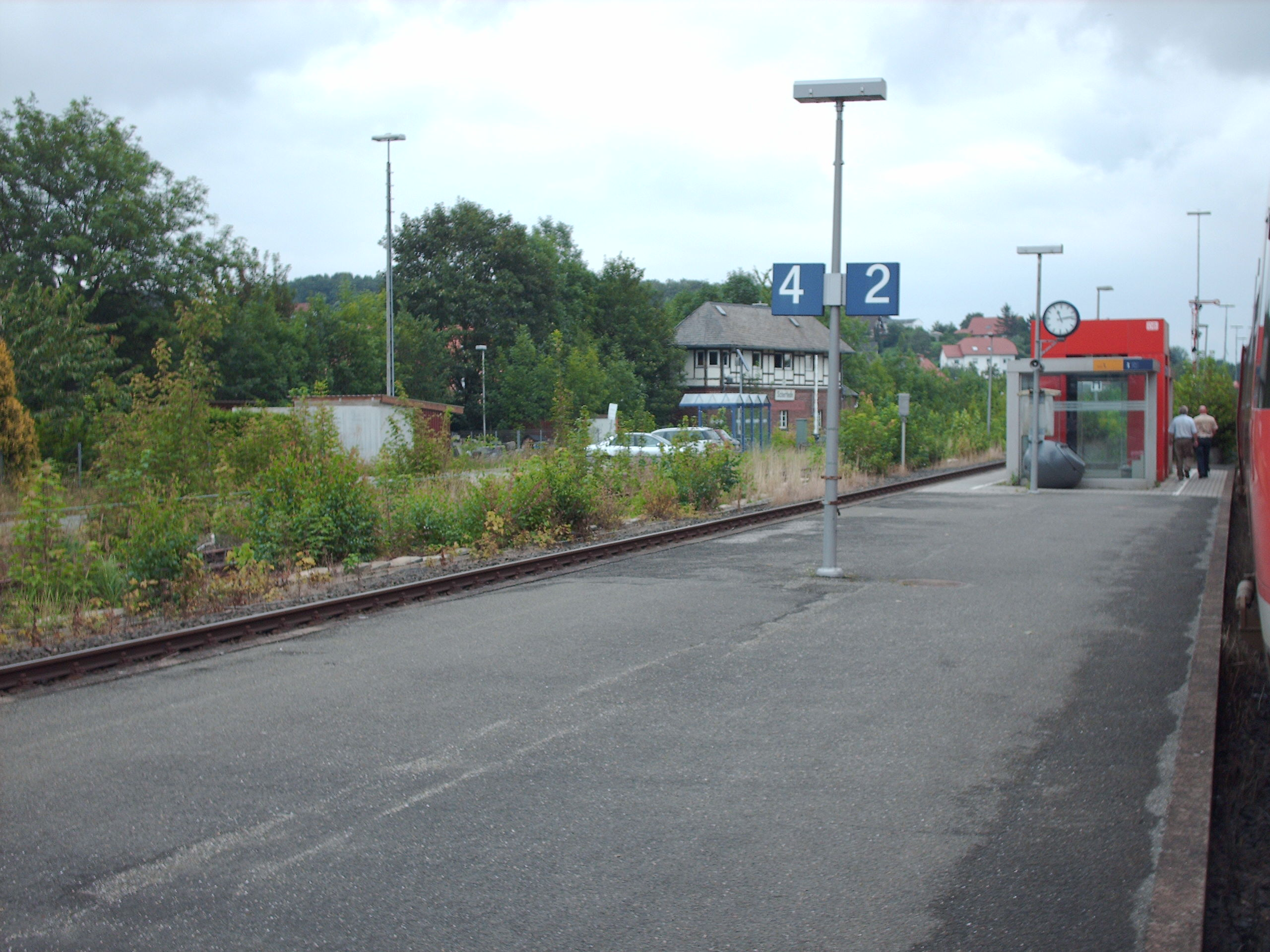
Gara Scherfede

La Warburg se intersectează drumurile naționele 7 și 252. Ultimul cunoscut și sub numele Ostwestfalenstraße traversează partea sudică a  orașului Welda. Prin el se ajunge la Punctul de acces Warburg al autostrăzii A 44 (Kassel–Dortmund), care se conectează la rândul ei în apropiere de Kassel cu autostrada A7 ce leagă nordul și sudul Germaniei. Drumurile de pe teritoriul orașului au o lungime de 365 km.
Gara din Warburg a fost construită în anii 1852/1853 și se află în mijlocul șinelor. Această gară este una dintre ultimele gări insulă al rețelei de cale ferată din Westfalia. 
Gara Warburg se află pe liniile de cale ferată care conectează zona industrială Ruhr cu Kassel-ul (Hamm-Warburg). Aici opresc InterCityurile care leagă Düsseldorf-Berlin și Stralsund și trenurile regionale Hagen–Warburg. legătura feroviară Hamm-Warburg trece și prin cartierele Bonenbug, Menne und Nörde. Cartierul Scherfede este deservit de legătura feroviară neelectrificată Hagen- Warburg.
Pe legătura feroviară actualmente dezafectată dintre  Holzminden–Scherfede se aflau gările secundare din cartierele Nörde și Scherfede. Pe conexiunea parșial dezafectată și Warburg–Sarnau se aflau gările din Warburg Altstadt, Wormeln și Welda. Gara Warburg ear punctul final al acestor linii, dar prin modernizarea tronsoanelor o parte din trenurile care o deserveau au fost deviate.
Liniile regionale sunt RE 17(Hagen–Schwerte–Brilon-Wald–Kassel-Wilhelmshöhe) și RB 89(Rheine–Münster–Hamm–Paderborn–Warburg). În orașele din împrejurimi transferul se face cu linii de autobuz. Orașul este deservit transportul regional din zona Paderborn-Höxter care are așanumitul "Tarif Hochstift“. În direcția Hessen funcționează tariful regionalei de transport din Nord Hessen.
În orașul Warburg funcționează mai multe linii de autobuz. O rețea de autobuze regionale asigută transportul în suburbii și spre orașul Paderborn.
Aeroportul regional Kassel-Calden se află la doar 21 km depărtare, iar aeroportul Paderborn-Lippstadt la  49 km.

## Literatură
Orașul Warburg (centrul)
- Adolf Gottlob: Geschichte der Stadt Warburg. Sonderdruck zweier Artikel aus WZ BD, 90 u. 91, 1930/1. Münster: Regensbergsche Buchhandlung 1936.
- Bernd Heintze: Warburg. Paderborn: Bonifatius Verlag 1996. ISBN 3-87088-942-X
- Franz Mürrmann (Hrsg.): Die Stadt Warburg 1036-1986. Beiträge zur Geschichte einer Stadt. 2. Bd. Warburg: Hermes Verlag 1986.
- Fischer, Heinrich, Quick,Fritz, Marré,Wilhelm: Die Chroniken der Stadt Warburg. Kommentiert und herausgegeben von W.Strümper, Warburg 2002, ISBN Nr.  3-932121-07-4
- Berthold Zünkler: Warburg - in jenen Tagen. Das Kriegsende 1945 im Altkreis Warburg. Warburg: Hermes Verlag 1995. ISBN 3-922032-37-0

Cartierele Warburg-ului
- Schwarze, Wilhelm: Chronik der Gemeinde Scherfede : Bilder aus Scherfedes vergangenen Tagen. Warburg; 1956
- Plass, Anton W.: Ossendorf, Kreis Warburg (Westfalen) : ein Heimatbuch: Vereinigung d. Heimatfreunde Warburg; 1966
- Bruno Hake: Welda. Ein Dorf zwischen Adel und Kirche. Warburg: Hermes Verlag 1994. ISBN 3-922032-29-X
- Wilhelm Bockelkamp: Wormeln. Aus der Geschichte von Kloster und Dorf. Warburg: Hermes Verlag 1996.

Istoria econimică
- Walter Strümper: Einhundert Jahre Elektrizität in Warburg: Ein Beitrag zur Wirtschafts- und Sozialgeschichte. Warburg: ESC-Verlag 1996. ISBN 3-932121-00-7
- Walter Strümper: Vom Stadtboten zum Postamt. Geschichte der Post im Warburger Raum. Warburg: Hermes Verlag 1988. ISBN 3-922032-14-1

Istoria evreilor din Warburg
- Hermann Hermes: Deportationsziel Riga. Schicksale Warburger Juden. Warburg: Hermes Verlag 1982. ISBN 3-922032-03-6

Istoria construcției bisericii Sf. Ioan Botezătorul
- Die katholische Pfarrkirche St. Johannes Baptist in Warburg,- Neue Erkenntnisse zur Baugeschichte und Ausstattung, LWL, Münster 2006

Periodice
- Erwin Dübbert (Hrsg.): Ossendorfer Heimatblätter; Historisches und Aktuelles aus Ossendorf und Westfalen
- Bruno Hake (Hrsg.): Weldaer Heimatblätter
- Walter Strümper (Hrsg.): Aus Calenbergs vergangenen Tagen. Mitteilungsblatt und Heimatbrief des Ortsheimatpflegers